# Didymodon rivicola
Didymodon rivicola är en bladmossart som beskrevs av Zander in T. Koponen et al. 1983. Didymodon rivicola ingår i släktet lansmossor, och familjen Pottiaceae. Inga underarter finns listade i Catalogue of Life.